# Ralph Green (MP)
Ralph Green (c. 1379 - 1417), de Drayton, Northamptonshire, foi um membro do parlamento inglês por Northamptonshire em outubro de 1404 e em 1410.